# Шукуров, Ариф Шукурович
Ариф Шукурович Шукуров (1908—1989) — советский и таджикистанский ботаник, член-корреспондент Академии наук Таджикской ССР.

## Биография
Окончил Среднеазиатский государственный университет (1940).
- 1943—1953 директор Душанбинского государственного педагогического института им. Т. Г. Шевченко
- 1953—1957 директор Таджикского сельскохозяйственного института
- 10 июля 1957 — 1 сентября 1961 главный учёный секретарь Президиума АН Таджикской ССР
- 1961—1968 снова директор Душанбинского государственного педагогического института им. Т. Г. Шевченко
- 1970—1989 зав. кафедрой ботаники ДГПИ им. Т. Г. Шевченко.

Кандидат биологических наук (1950), профессор (1966). Член-корреспондент Академии наук Таджикской ССР (1957, специальность — биология).
Сферы научной деятельности: флора и растительность Таджикистана, география растений, растительные ресурсы.
Заслуженный деятель науки Таджикской ССР (1958). Награждён двумя орденами «Знак Почёта», медалями «За доблестный труд. В ознаменование 100-летия со дня рождения В. И. Ленина», «Ветеран труда», «Тридцать лет победы в Великой Отечественной войне 1941—1945 гг.», Почётными грамотами Президиума Верховного Совета Тадж. ССР.
Избирался депутатом Верховного Совета Таджикской ССР нескольких созывов.